# Мамона (Библия)

Поклонение Мамоне, картина Эвелин де Морган

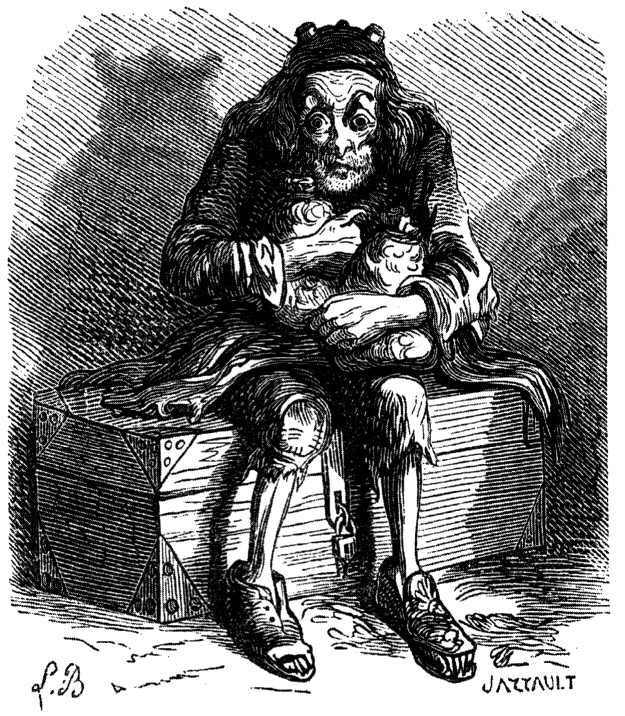
Мамона

Мамо́на (также маммона; др.-греч. μαμωνᾶς, лат. mammona) — слово, используемое в Евангелиях (личностно — Мф. 6:24, Лк. 16:13, безлично — Лк. 16:9, Лк. 16:11) и в раввинистической литературе (Мишна Авот 2,12) в значении «имение, богатство, блага земные». В Новом Завете «мамона» служит олицетворением богатства, от служения которому предостерегаются верующие: «Никто не может служить двум господам: ибо или одного будет ненавидеть, а другого любить; или одному станет усердствовать, а о другом нерадеть. Не можете служить Богу и маммоне» (Мф. 6:24, Лук. 16:13). Также демон, олицетворяющий богатство, алчность и стяжательство.
В современном языке «не можете служить Богу и маммоне» используется в смысле «нельзя делать несовместимые вещи», «служить Мамоне» — заботиться лишь о собственном благополучии.

## Происхождение слова
Арамейское слово, вошло как библеизм в европейские языки через греческий и латынь. Предполагают, что слово родственно арамейскому «ма'амон» (ценность, взятая в залог) или образовано от арамейского же корня «амн» («доверять», «поверять»). Возможно, является заимствованием из ханаанского языка, где исходно обозначало продукты питания и их запасы.